# ENTV
EPTV – fr. Établissement public de télévision, arab. المؤسسة العمومية للتلفزيون (dawniej EPNV, Entreprise nationale de télévision, arab. تلفزيون جزائري) – algierski publiczny nadawca telewizyjny z siedzibą w Algierze. Firma powstała w grudniu 1956 r., zaś jej właścicielem jest algierski skarb państwa. Nadaje trzy kanały: ENTV, Thalitha TV/Algérie 3 (w języku arabskim) oraz Canal Algérie (w języku francuskim).
Firma jest członkiem Europejskiej Unii Nadawców (EBU). 